# 下呂市立竹原中学校
下呂市立竹原中学校（げろしりつ たけはらちゅうがっこう）は、岐阜県下呂市宮地にある公立中学校。

## 概要
- 全校生徒100人程度で下呂市立竹原小学校の生徒が進学する。

## 沿革
- 1947年（昭和22年）
  - 4月1日 - 学制改革により益田郡竹原村に竹原村立竹原中学校が開校。竹原村の3つの小学校（宮地小学校・竹原東小学校・竹原西小学校）で委託授業を開始する。
  - 5月1日 - 宮地小学校の東校舎を本校とする。竹原東小学校・竹原西小学校での委託を授業を廃止。
- 1949年（昭和24年）12月14日 - 竹原村宮地字竹の腰（現在地）に校舎が完成し、移転。
- 1955年（昭和30年）4月1日 - 下呂町、竹原村、上原村、中原村と合併し、改めて下呂町が発足。同時に下呂町立竹原中学校と改称する。
- 1957年（昭和32年）11月26日 - 体育館が完成。
- 1961年（昭和36年）7月20日 - 特別教室が完成。
- 1964年（昭和39年）8月3日 - プールが完成。
- 1981年（昭和56年） - 新校舎（鉄筋コンクリート造4階建）が完成。
- 1985年（昭和60年） - 新体育館が完成。
- 2004年（平成16年）4月 - 町村合併により下呂市立竹原中学校と改称。

## 周辺施設
- 下呂市立竹原小学校
- 竹原郵便局
- 下呂カントリークラブ
- 国道257号線
- 竹原川